# Kanton Saint-Germain-en-Laye-Nord
Kanton Saint-Germain-en-Laye-Nord is een voormalig kanton van het Franse departement Yvelines. Het kanton maakte deel uit van het arrondissement Saint-Germain-en-Laye. Het werd opgeheven bij decreet van 21 februari 2014 met uitwerking op 22 maart 2015.

## Gemeenten
Het kanton Saint-Germain-en-Laye-Nord omvatte de volgende gemeenten:
- Achères
- Saint-Germain-en-Laye (deels, hoofdplaats)